# Golpe de Estado en Togo de 1967
El golpe de Estado togolés de 1967 fue un golpe militar incruento que tuvo lugar en Togo, país de África occidental, el 13 de enero de 1967. El líder del golpe, el teniente coronel Étienne Eyadéma (más tarde general Gnassingbé Eyadéma) derrocó al segundo presidente de Togo, Nicolas Grunitzky, a quien prácticamente llevó al poder tras el golpe de Estado de 1963.
Tras el golpe, se prohibieron los partidos políticos y se suspendieron todos los procesos constitucionales. El coronel Kléber Dadjo fue nombrado presidente interino de Togo (como presidente del Comité de Reconciliación Nacional ), cargo que ocupó hasta el 14 de abril de 1967, cuando Eyadéma asumió la presidencia.
Eyadéma gobernó el país hasta su muerte el 5 de febrero de 2005.   